# Uniunea Legiunilor Naționale Bulgare
Uniunea Legiunilor Naționale Bulgare (ULNB) (în bulgară Съюз на Българските Национални Легиони, transliterat: Săiuz na Bălgarskite Naționalni Leghioni, acronim СБНЛ / SBNL), până în 1935 Uniunea Legiunilor Naționale de Tineret (ULNT); Съюз на Младежките Национални Легиони (СМНЛ) ; Săiuz na Mladejkite Naționalni Leghioni (SMNL), a fost o organizație ultranaționalistă, profascistă, pronazistă și extremistă de dreapta din Bulgaria, care a fost activă între 1932 și 1944.
Organizația avea ideologie, apropiată de fascism, inclusiv crearea unui regim totalitar de partid unic, interzicerea economiei de piață și controlul total de către stat asupra economiei și societății, antisemitism și ostilitate față de străini, anticomunism etc. A demonstrat asemănarea cu fascismul italian și cu nazismul german, de la care „împrumută” idei, simboluri, sloganuri.

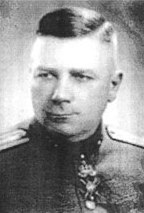

A fost fondată inițial ca Uniunea Legiunilor Naționale de Tineret, care a câștigat popularitate în rândul tinerilor prin utilizarea metodelor de propagandă, populare în Germania nazistă la acea vreme, inclusiv un marș de la Sofia la Veliko Tărnovo. A rivalizat pentru sprijinul politic cu alte organizații populare naționaliste, cum ar fi Ratnicii⁠(d) și Mișcarea Național Socială . Până în 1939, deja redenumită ULNB avea 75.000 de membri și, deși în acel an a fost interzis oficial de guvernul pro-german al țarului Boris al III-lea, a continuat să funcționeze și a susținut alianța strânsă a Bulgariei cu Germania nazistă.
În 1942, Hristo Lukov⁠(d), un general locotenent al armatei bulgare în retragere și fost ministru de război, a devenit șef al organizației. Identificându-se ca un grup monarhist extrem, a căutat fără succes să colaboreze cu Mișcarea Națională Socială, înainte de a apărea în cele din urmă ca un grup de opoziție care susținea în mare măsură nazismul, dar critică totuși guvernul pronazist al lui Bogdan Filov⁠(d), pe care l-au definit ca fiind format din „capitaliști, iudeo-masoni și bolșevici”. ULNB a fost interzis după lovitura de stat din 1944 împreună cu toate celelalte organizații și partide naționaliste.
Istoricii bulgari definesc organizația ca având trăsăturile extremei drepte. Pe lângă Nikolai Poppetrov, citat mai sus, Rumen Daskalov îl descrie ca „având un caracter fascist complet în anii celui de-al Doilea Război Mondial”, care include „idei mult naționaliste și șovine, autoritare și totalitare, dar și mai tenace și ireconciliabile cu orice partid - forme parlamentare și idei liberal-individualiste, dar și – mai caracteristic – leadership și elitism, rasism, antisemitism etc.”
Un marș anual cu torțe, care amintește de marșurile naziste din anii 1930, în comemorarea liderului ULNB Hristo Lukov, este organizat de o organizație informală de extremă dreapta din Bulgaria, autointitulându-se Uniunea Națională Bulgară  (bg). Organizația se descrie ca fiind „cea mai apropiată ideologic de Uniunea Legiunilor Naționale Bulgare”. 